# Villaselva
Villaselva es una entidad de población española del municipio de Florida de Liébana, perteneciente a la provincia de Salamanca, en la comunidad autónoma de Castilla y León.

## Toponimia
El nombre del lugar puede encontrarse escrito con las grafías Villaselva y Villaselba.

## Historia
Hacia mediados del siglo XIX, el lugar, una alquería ya por entonces perteneciente al municipio de Florida de Liébana, tenía contabilizada una población de 4 habitantes. Aparece descrito en el decimosexto y último volumen del Diccionario geográfico-estadístico-histórico de España y sus posesiones de Ultramar de Pascual Madoz con las siguientes palabras:

VILASELBA: alq. en la prov. y part. jud. de Salamanca, térm. municipal de Florida de Liébana. pobl.: 1 vec., 4 almas.
(Madoz, 1850, p. 285)

En 2023, la entidad singular de población de Villaselva tenía empadronados 3 habitantes, todos en diseminado.